# Joseph-André Motte
Pour les articles homonymes, voir Motte.
Joseph-André Motte, né à Saint-Bonnet-en-Champsaur (Hautes-Alpes) le 6 janvier 1925 et mort à Paris 13e le 1er juin 2013, est un designer, décorateur, architecte d'intérieur français.

## Biographie
En 1948, Joseph-André Motte sort major de sa promotion de l'école des arts appliqués à l'industrie, aujourd'hui École nationale supérieure des arts appliqués et des métiers d'art (ENSAAMA). Parmi ses professeurs figurent René Gabriel et Louis Sognot. Il commence sa carrière à l'atelier d'art du Bon Marché. En 1954, il cofonde l'Atelier de recherche plastique (ARP) avec Pierre Guariche et Michel Mortier. Il travaille également au sein du Groupe 4, formé avec René-Jean Caillette, Geneviève Dangles et Alain Richard. Motte se fait connaître grâce à un fauteuil en rotin tressé dit « tripode », dont la forme de coque convient à tous les corps. À partir des années 1950, il collabore avec le fabricant de meubles Steiner,.

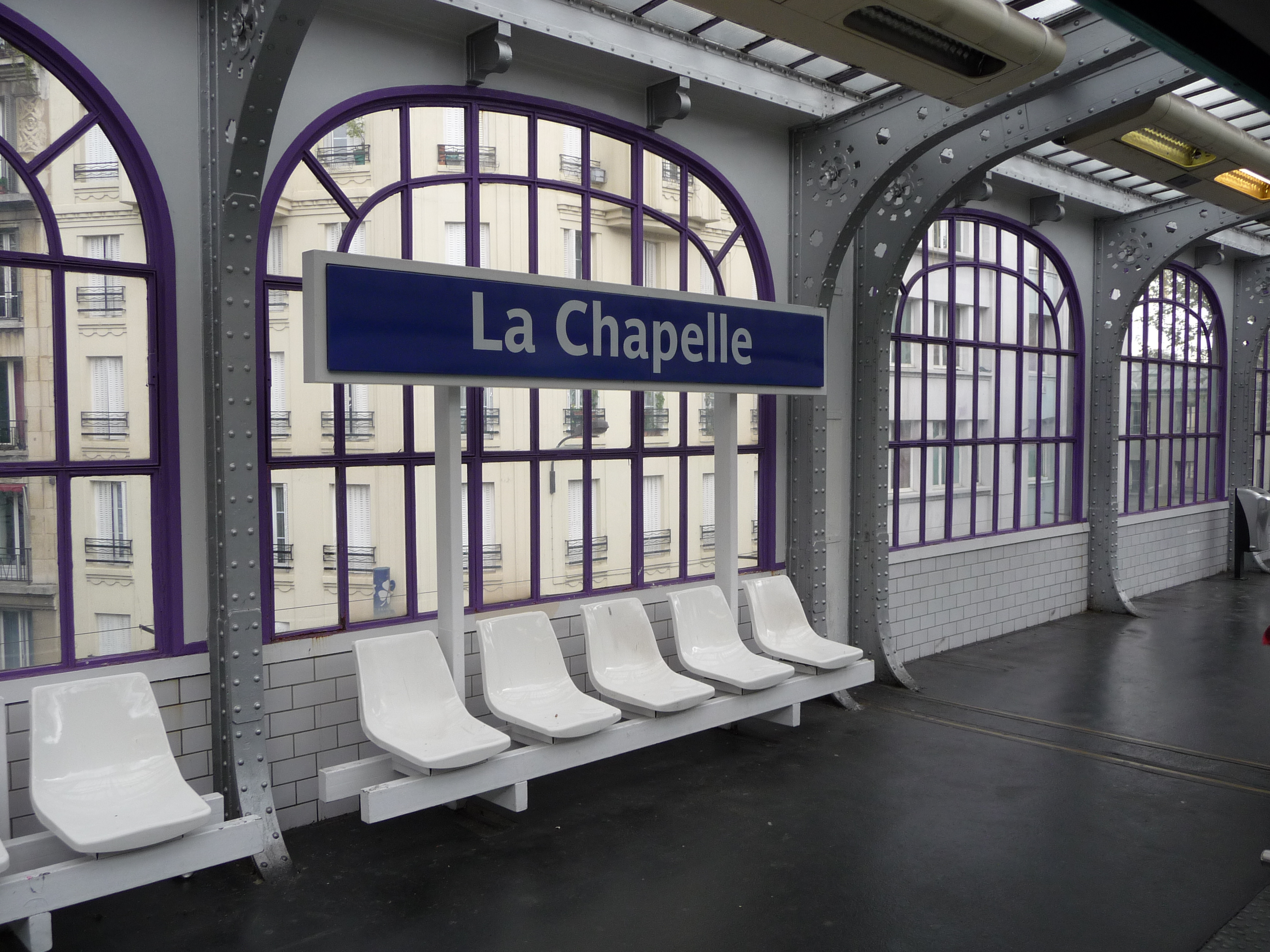
Siège Motte, RATP 1973, coque en tôle 10/20 emboutie sur rails métalliques, station de metro La Chapelle, Paris.

Son agence travaille sur de grandes commandes publiques comme l'aménagement intérieur de l'aéroport d'Orly de 1958 à 1961, sur la gare maritime du Havre de 1963 à 1964 ou la décoration de la préfecture de Cergy-Pontoise en 1970 et l'aéroport de Paris-Charles-de-Gaulle (Roissy 1 et 2). Il aménage des stations du métro de Paris sur une commande de la RATP passée en 1973,. Motte apporte un nouveau style, dit « Andreu-Motte », caractérisé par un carrelage blanc, des banquettes et des lignes d'éclairages de couleurs le long des quais cassant radicalement avec le style « Mouton » et son carrelage orange,. Il dessine notamment un siège qui allait devenir emblématique du métro, en créant le siège-coque individuel, qui dote encore aujourd'hui de nombreuses stations de métro et de RER parisiennes.
Motte préside la Société des artistes décorateurs de 1966 à 1968. Il enseigne durant trente ans à l'École nationale supérieure des arts décoratifs, est chargé de conférences à l'école Boulle et à l'École Camondo. 
Malgré sa renommée dans le milieu des designers, Motte reste encore pour le moment peu connu du grand public,.
En 2014, la Galerie Pascal Cuisinier lui rend hommage à travers une exposition présentée à Design Miami/ Basel puis à Paris : « Hommage à Joseph-André Motte ». Une cinquantaine de pièces conçues au début de sa carrière furent exposées, des plus emblématiques aux plus rares.

## Style
Les formes des meubles créés par Joseph-André Motte revisitent le classique, tout en restant simples et accessibles au grand public et en prenant toujours un grand soin du choix des matériaux,.

## Récompenses
Motte reçoit le prix René Gabriel en 1957 et le prix Compasso d'Oro en 1970.